# The Anacrusis
The Anacrusis es un videojuego de disparos en primera persona lanzado en diciembre de 2023, luego de un período de acceso anticipado que comenzó en enero de 2022. Es principalmente un juego multijugador cooperativo, en el que un equipo de cuatro personas debe vencer a hordas de invasores alienígenas a bordo de una estación espacial para alcanzar un objetivo específico. El juego es el título debut de Stray Bombay, y la jugabilidad es similar a la serie Left 4 Dead, en la que el cofundador del estudio Chet Faliszek había trabajado anteriormente.

## Modo de juego
The Anacrusis es un videojuego de disparos en primera persona centrado en el videojuego cooperativo con un estilo similar al de la serie Left 4 Dead. El juego se desarrolla a bordo de una estación espacial retrofuturista durante una incursión extraterrestre. En el modo de campaña principal, un equipo de cuatro jugadores debe abrirse camino a través de hordas alienígenas para alcanzar el objetivo. Entre la horda hay extraterrestres especiales con habilidades únicas, como Flasher, que puede cegar a los jugadores. Los jugadores pueden mejorar sus personajes durante la campaña encontrando compiladores de materia, que otorgarán al jugador una selección de mejoras seleccionadas al azar.
El juego utiliza un sistema de dificultad dinámico y, debido a que se construyó sobre la filosofía AI Director de Left 4 Dead, se lo denominó AI Director 2.0. El Director 2.0 ajusta la ubicación de los enemigos para crear momentos de inactividad entre momentos de intensidad, con el objetivo de hacer que cada equipo se sienta como si estuviera operando al límite de su capacidad. El Director 2.0 tiene más entradas disponibles en comparación con Left 4 Dead, y tiene más palancas para variar la dificultad y la intensidad, como ajustar los puntos del Matter Compiler para fomentar desvíos arriesgados.
Además de la campaña principal, hay un modo cooperativo Holdout y un modo Versus de jugador contra jugador, que permite a los jugadores controlar a los extraterrestres especiales contra los supervivientes humanos. Cuando haya menos de cuatro jugadores, los bots actuarán como sustitutos. El juego admite el juego cruzado entre plataformas entre las plataformas Windows y Xbox.

## Desarrollo
Stray Bombay fue formado en 2019 por Chet Faliszek y Kim Voll con la intención de crear videojuegos cooperativos. Faliszek había trabajado previamente en la serie Left 4 Dead como escritor y codirector. The Anacrusis se anunció dos años después en el Summer Game Fest de 2021 y se convertiría en su título debut. El nombre hace referencia al término musical anacrusa, que hace referencia a las notas antes del primer tiempo fuerte de una pieza musical; Falizsek explicó que los personajes jugadores quedan atrapados en una escaramuza contra la amenaza alienígena «en los tiempos antes de que [se convierta en] soldados, pilotos y cazas espaciales». La ambientación del juego se inspiró en la ciencia ficción de los años 60 y 70; a Faliszek le gustaban programas como Space: 1999, Logan's Run y Battlestar Galactica cuando era niño, y describe la ciencia ficción de esta época como «más sobre tomar lo que tenemos en el mundo real pero hacerlo extraño que lo más pequeño/más rápido/mejor que sucedió una vez que el circuito integrado capturó la imaginación del público».
El juego se lanzó en acceso anticipado el 13 de enero de 2022, con tres episodios iniciales de campaña cooperativa. Stray Bombay actualizó el juego durante el período de acceso anticipado y valoró los comentarios que recibió a través de su canal público de Discord. Lacompatibilidad con mods había sido una prioridad para Stray Bombay, y una actualización en junio de 2022 incluyó mods creados por la comunidad; la integración completa con Steam Workshop llegó en noviembre de 2022. En abril de 2022 se agregó un nuevo modo de juego cooperativo, Holdout, y el cuarto episodio de la campaña se lanzó en versión beta en octubre de 2022. En enero de 2023, Rock Paper Shotgun señaló que el juego tenía armas más variadas, enemigos que brindaban más información al ser golpeados y mejoras generales en la estabilidad del juego, aunque advirtió que «muchos fallos podrían [todavía] necesitar algo de atención». En junio de 2023, Stray Bombay lanzó el modo Versus para el juego, y fue el último modo de juego que se lanzó antes del lanzamiento oficial del juego en diciembre de 2023, que también vio el lanzamiento del quinto episodio de la campaña.
Antes del lanzamiento completo del juego, Faliszek reflexionó sobre la experiencia de acceso anticipado y escribió que no lo usaría para futuros lanzamientos. Dijo que en el caso de juegos multijugador más pequeños como The Anacrusis, el número de jugadores simultáneos no se contabilizaba en las estadísticas de Steam visibles públicamente, lo que desalentaba a los clientes potenciales de comprar un juego supuestamente «muerto». También creía que hacer que el juego estuviera disponible a través de Game Pass había canibalizado sus ventas.

## Recepción
Las críticas durante el período de acceso temprano fueron mixtas. Tyler Wilde, que escribe en PC Gamer, encontró a The Anacrusis menos atractivo que Left 4 Dead. Describió el entorno de la estación espacial como «más parecido a un videojuego de disparos en arena que a un hábitat humano». Criticó la falta de retroalimentación de las armas y los enemigos, describiendo que las armas se sienten como «un elemento de la interfaz de usuario en lugar de un objeto», y que los enemigos «pueden parecer hologramas que realmente no habitan el espacio ni sienten los impactos de los rayos de plasma chisporroteantes». IGN tenía preocupaciones similares sobre el manejo de armas, su crítico Luke Winkie escribió, «solo hay tres armas básicas, y cada una de ellas se siente casi idéntica y carece de la misma respuesta cinética y carnal que encuentras en, digamos, Back 4 Blood». Otros fueron más positivos, Andy Brown en NME recordó con cariño su experiencia resistiendo contra una horda en el nivel de discoteca espacial de The Anacrusis con su «pegadiza banda sonora de funk-rock». El equipo de Rock Paper Shotgun encontró interesantes las ventajas, notando cómo podrían permitir un grado de especialización en los personajes, y vio prometedora la rejugabilidad ofrecida por el director.
Las críticas no mejoraron tras el lanzamiento oficial del juego. IGN revisó el juego y le otorgó 4/10, y la reseña de Edge le dio 5/10. Ambos títulos disfrutaron de la estética retrofuturista de la estación espacial, pero no fue suficiente para superar la jugabilidad derivada. Edge escribió que «las armas y los enemigos son casi indistinguibles de sus contrapartes de Left 4 Dead» y que los extraterrestres especiales eran simplemente «monstruos familiares en cosplay futurista». El crítico de IGN Travis Northup estuvo de acuerdo y concluyó que «toma prestado tanto de Left 4 Dead que se olvida de hacer lo suyo y se niega a beneficiarse de 15 años de evolución de los shooters cooperativos».